# Groupe principal
| Groupes (n° IUPAC) | Groupes (n° IUPAC) | Constitution               |
| ------------------ | ------------------ | -------------------------- |
| 1                  | I                  | Métaux alcalins, hydrogène |
| 2                  | II                 | Métaux alcalino-terreux    |
| 13                 | III                | Colonne du bore            |
| 14                 | IV                 | Colonne du carbone         |
| 15                 | V                  | Pnictogènes                |
| 16                 | VI                 | Chalcogènes                |
| 17                 | VII                | Halogènes                  |
| 18                 | VIII               | Gaz nobles                 |

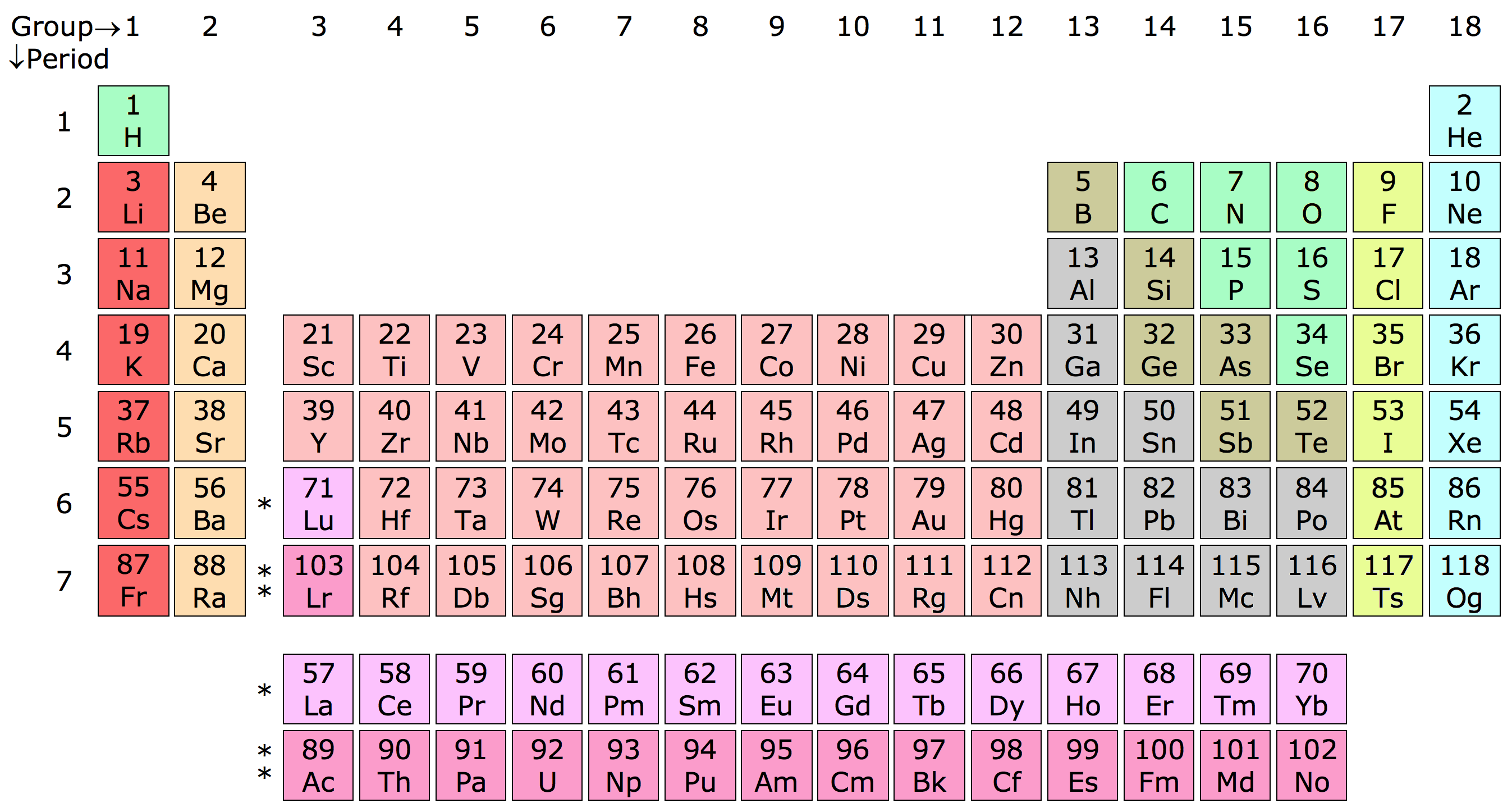
Tableau périodique des éléments à 18 colonnes ; les groupes 1 et 2 et les groupes 13 à 18 constituent le groupe principal.

En chimie, on appelle groupe principal l'ensemble des éléments appartenant au bloc s ou au bloc p du tableau périodique, c'est-à-dire n'étant ni un métal de transition (bloc d), ni un métal de transition interne (actinide ou lanthanide, bloc f). On parle également des groupes principaux pour qualifier l'ensemble des groupes dans lesquels se trouvent ces éléments.
Du fait de la construction du tableau périodique, le numéro en chiffres romains des groupes principaux correspond au nombre d'électrons de valence des éléments de ces groupes — exception faite de l'hélium, qui est sur le groupe VIII (noté O en IUPAC ancien) mais n'a que deux électrons de valence, et non pas huit comme les autres gaz nobles.
Les familles des métaux alcalins, des métaux alcalino-terreux, des halogènes et des gaz nobles sont particulièrement homogènes :
- les métaux alcalins sont le lithium, le sodium, le potassium, le rubidium, le césium et le francium. L'hydrogène est dans la même colonne mais est un non-métal aux propriétés différentes[a]. Les métaux alcalins ont un point de fusion bas. Ils réagissent rapidement et énergiquement avec l'oxygène et l'eau, avec laquelle il forme des bases fortes en libérant de l'hydrogène. Ils ont une masse volumique peu élevée. Ils sont inflammables et présentent, ainsi que leurs sels, des couleurs de flamme caractéristiques. Ils ne sont pas présents dans le milieu naturel sous forme de corps simples mais uniquement sous forme de composés. Les trois plus légers doivent être conservés dans de l'huile pour les protéger de l'air ; ce sont des métaux mous moins denses que l'eau qui peuvent être coupés au couteau. Le rubidium et le césium sont conservés dans des ampoules et fondent à une température inférieure à 40 °C.
- les métaux alcalino-terreux ont un comportement semblable à celui des métaux alcalins, mais à un degré moindre. Il s'agit du béryllium, du magnésium, du strontium, du baryum et du radium. Hormis les deux premiers, ils forment des carbonates et des sulfates peu solubles.
- les halogènes sont le fluor, le chlore, le brome, l'iode et, dans une certaine mesure, l'astate. Très réactifs, ils n'existent dans le milieu naturel que sous forme de composés. Ils réagissent violemment avec l'hydrogène pour former des acides forts. Ils réagissent avec les métaux pour former des sels, ils sont colorés, et généralement nocifs.
- les gaz nobles sont l'hélium, le néon, l'argon, le krypton, le xénon et le radon. Chimiquement peu réactifs, voire totalement inertes pour les deux premiers, ils sont gazeux, incolores et inodores.

Le fait que les éléments des groupes principaux aient des propriétés homogènes par colonne provient de la configuration électronique de leurs atomes, qui tendent à saturer leur couche de valence en vertu de la règle de l'octet : les éléments d'une même colonne doivent gagner ou perdre le même nombre d'électrons pour y parvenir, d'où des propriétés chimiques semblables.